# Jitiri
Jitiri (aymara) är ett berg i Bolivia.   Det ligger i departementet Oruro, i den västra delen av landet, 400 km väster om huvudstaden Sucre. Toppen på Jitiri är 4 231 meter över havet.
Terrängen runt Jitiri är kuperad. Trakten är glest befolkad. 